# Valcer
Riječ valcer potječe od njemačke riječi «walzen», što znači kotrljati, okretati, kliziti. Valcer je «rođen» u bečkim četvrtima i alpskim regijama Austrije. Izvori su mu u folklornim plesovima austrijskih seljaka. Pojavio se u 17. stoljeću, a u 18. stoljeću je bio masovno prihvaćen od austrijskog plemstva. U Engleskoj se prvi zapisi o valceru javljaju 1801. godine, a zbog strogog engleskog morala, valcer je bio prihvaćen u sporijem i laganijem ritmu. Osnovni korak se lako i brzo uči, pa je valcer bio izložen kritikama dvorskih majstora plesa. Također je bio moralno kritiziran zbog preblizog i prisnog držanja te brzih okreta. Karakterizira ga 3/4 takt s jakim naglaskom na prvom udarcu. 1928. godine valcer je preplavio europska plesišta.